# Resurrezione di Cristo (Tintoretto Scuola Grande di San Rocco)
La Resurrezione di Cristo è un dipinto del pittore veneziano Tintoretto realizzato circa 1578-1581 e conservato nella Scuola Grande di San Rocco a Venezia. 

## Descrizione e stile

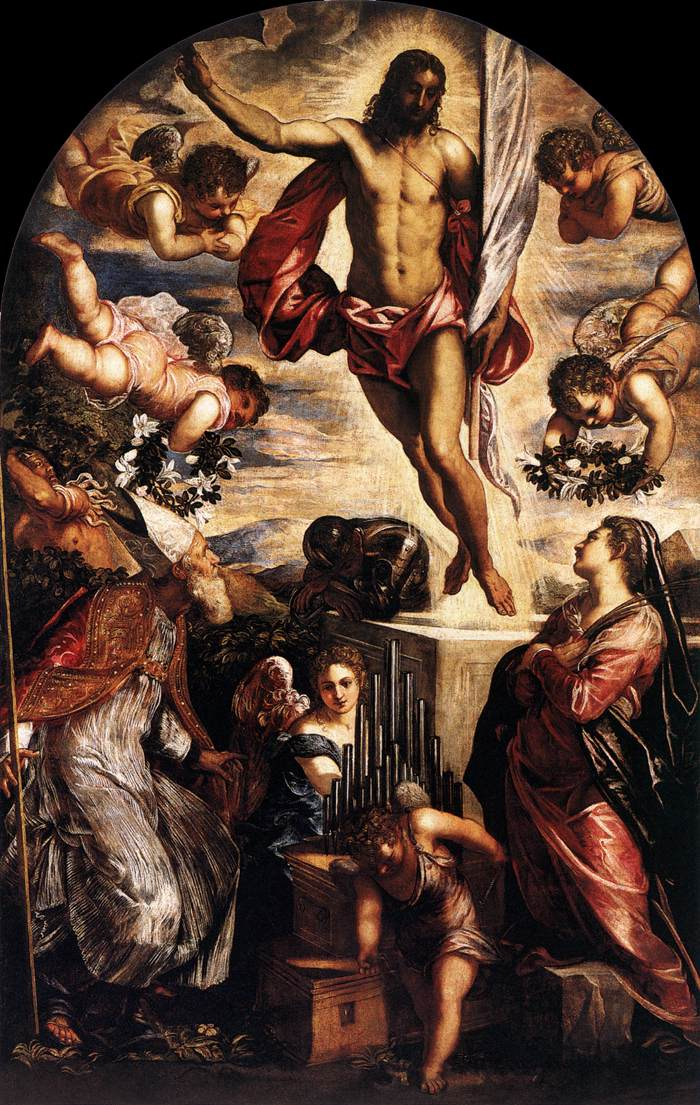
Resurrezione di Cristo con san Cassiano e santa Cecilia di Tintoretto nella Chiesa di San Cassiano.

La composizione è concentrata sulla resurrezione di Gesù Cristo che vince la morte. Cristo è raffigurato trasversalmente, avvolto da uno splendore miracoloso, esce dal sepolcro aperto dai quattro angeli alati. 
Sotto, nell'ombra,  si trovano delle guardie scompigliate e addormentate le quali simboleggiano le tenebre. 
Sullo sfondo destro appaiano due figure femminili le quali conversano e indossano il velo nella testa.